# Moncetz-Longevas
Moncetz-Longevas település Franciaországban, Marne megyében. Lakosainak száma 569 fő (2022. január 1.). Moncetz-Longevas Chepy, Courtisols, Sarry és Sogny-aux-Moulins községekkel határos.

## Népesség
A település népességének változása:
| Lakosok száma | 240  | 297  | 530  | 547  | 538  | 539  | 535  | 528  | 542  | 569  |
|               | 1968 | 1982 | 1990 | 2006 | 2013 | 2015 | 2017 | 2019 | 2020 | 2022 |